# V Is for Versatile
V is for Versatile è il sesto album dal vivo del gruppo musicale statunitense Puscifer, pubblicato l'11 novembre 2022 dalla Puscifer Entertainment.

## Descrizione
Si tratta di una rivisitazione completa di alcuni brani del gruppo tratti dal primo album in studio "V" Is for Vagina e dagli EP Donkey Punch the Night e "C" Is for (Please Insert Sophomoric Genitalia Reference Here) registrata dal vivo ai Sunset Sound Studios di Los Angeles.
Il video dell'esibizione è stato reso disponibile per un periodo limitato a pagamento sul sito del gruppo insieme a quello di un altro album dal vivo, Parole Violator, entrambi parte di un evento speciale atto a celebrare Halloween. Da questo video sono stati estratti due clip pubblicati sul canale YouTube del gruppo: Momma Sed il 28 ottobre e Indigo Children il 9 novembre.

## Tracce
1. Queen B – 3:41 (Maynard James Keenan, Tim Alexander)
2. Dozo – 4:03 (Lustmord, Maynard James Keenan)
3. Vagina Mine – 4:43 (Maynard James Keenan)
4. Momma Sed – 4:01 (Brad Wilk, Jonny Polonsky, Maynard James Keenan, Tim Commerford)
5. The Mission – 3:30 (Danny Lohner, Maynard James Keenan)
6. The Undertaker – 4:14 (Danny Lohner, Maynard James Keenan)
7. Trekka – 4:29 (Lustmord, Maynard James Keenan)
8. Indigo Children – 5:38 (Maynard James Keenan)
9. Potions – 4:42 (Mat Mitchell, Maynard James Keenan, Trent Reznor)
10. Dear Brother – 3:22 (Carina Round, Josh Eustis, Mat Mitchell, Maynard James Keenan)
11. Breathe – 4:33 (Carina Round, Josh Eustis, Mat Mitchell, Maynard James Keenan)
12. The Humbling River – 5:03 (Mat Mitchell, Maynard James Keenan, Tim Alexander)

## Formazione
Hanno partecipato alle registrazioni, secondo le note di copertina:
Gruppo
- Maynard James Keenan – voce
- Mat Mitchell – tastiera (eccetto traccia 5), chitarra elettrica (eccetto traccia 1)
- Carina Round – cori (eccetto traccia 5), tastiera (tracce 2-4, 6 e 12), voce (traccia 5), chitarra acustica (tracce 7 e 9)

Altri musicisti
- Greg Edwards – cori (eccetto tracce 5 e 6), basso (eccetto traccia 1)
- Juliette Commagere – cori, tastiera (eccetto traccia 1)
- Gunnar Olsen – batteria

Produzione
- Mat Mitchell – produzione, missaggio
- Puscifer – produzione
- Kyle Hoffman – registrazione
- Dave Collins – mastering
- Randal Leddy – impaginazione, grafica